# خیابان مرزی
خیابان مرزی (لهستانی: Ulica Graniczna) یک فیلم درام لهستانی به کارگردانی الکساندر فورد است که در سال ۱۹۴۸ منتشر شد. این فیلم با دنبال کردن سرنوشت پنج خانواده از اقشار مختلف اجتماعی، سیاسی و قومی در ورشو، به واقعهٔ پاکسازی یهودیان این شهر توسط نازی‌ها در طول جنگ جهانی دوم می‌پردازد و با تصویر کشیدن خیزش گتوی ورشو به اوج خود می‌رسد. کارگردان فیلم، پایان خوشی را به بینندگان ارائه نکرد زیرا می‌خواست «بیننده‌ای که آن را تماشا می‌کند متوجه شود که موضوع فاشیسم و ستم نژادی تمام نشده‌است». این فیلم برنده جایزه بزرگ جشنواره فیلم ونیز در سال ۱۹۴۸ شد.

## گزیدهٔ بازیگران
- ماریا برونیفسکا
- تادئوش فی‌یِفسکی
- میه‌چیسواوا چویکلینسکا
- ووادیسواف والتر
- یرژی لشچینسکی
- یژی پیخلسکی
- ماریا ژابچینسکا
- آیدا کامینسکا
- ووادیسواف گودیک
- گوستاف نِـزوال